# Christoph Sand
Christoph Sand, en latin Christophorus Sandius et en néerlandais Christof Van den Sand, (12 octobre 1644-30 novembre 1680) est un écrivain allemand socinien.

## Biographie
Né à Königsberg dans une famille antitrinitaire, il émigre à Amsterdam en raison de ses convictions religieuses et devient éditeur, traducteur et correcteur d'imprimerie. 
Vers la fin de sa vie, il devient l'un des plus fidèles disciples de Spinoza, dont il défend le Traité théologico-politique contre Pierre-Daniel Huet.

## Œuvres
- Nucleus Historiae Ecclesiasticae, Amsterdam, 1669.
- Centuria Epigrammatum, 1669.
- Interpretationes paradoxae quatuor Evangeliorum, 1670.
- Tractatus de Origine Animae, 1671.
- Notae et Observationes in G. J. Vossium de Historicis Latinis, 1677.
- Confessio Fidei de Deo Patre, Filio, et Spiritu Sancto, secundum Scripturam, 1678.
- Bibliotheca Anti-trinitariorum: sive catalogus scriptorum et succinta narratio, 1684.